# Drumlin

Typický tvar drumlinu

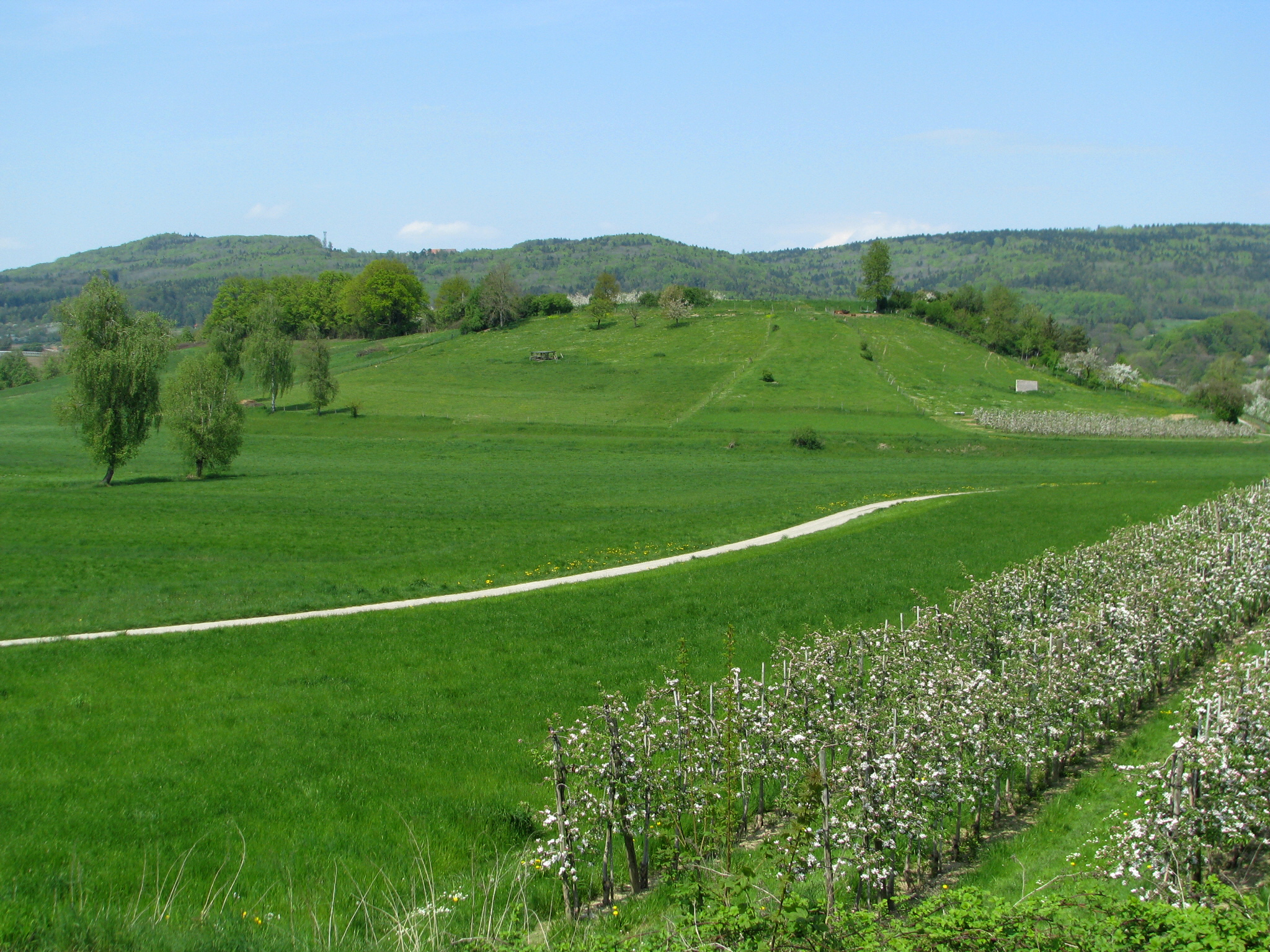
Drumlin u Markdorfu

Drumlin je geomorfologická forma vzniklá činností ledovce (glaciální forma). Je to pahorek doutníkovitého tvaru, jenž je tvořen převážně tillem, ale jádro může být tvořeno podložními horninami. Drumliny bývají několik stovek metrů dlouhé, přičemž tato delší osa odpovídá někdejšímu pohybu ledovce. Nejčastěji se vyskytují v blízkosti čelní morény. Svah drumlinu přiléhající k této moréně je mírnější než jeho nárazová strana. Nejčastěji se v Evropě vyskytují v severním Irsku.